# Scorbé-Clairvaux
Scorbé-Clairvaux – miejscowość i gmina we Francji, w regionie Nowa Akwitania, w departamencie Vienne.
Według danych na rok 1990 gminę zamieszkiwało 2 110 osób, a gęstość zaludnienia wynosiła 92 osoby/km² (wśród 1467 gmin regionu Poitou-Charentes, Scorbé-Clairvaux plasuje się na 134. miejscu pod względem liczby ludności, natomiast pod względem powierzchni na miejscu 306.).